# PC City
PC City i Sverige var en butikskedja som sålde datorprodukter.

## Historik
PC City etablerades internationellt 1991 och byggde upp sin verksamhet i Frankrike, Spanien, Italien och i Storbritannien, där under namnet PC World. Bolaget öppnade sitt första svenska varuhus i Sickla öster om Stockholm i september 2003. PC City tillhörde den brittiska hemelektronikkoncernen DSG International Plc som även äger Elgiganten via norska Elkjøp. Bolaget samarbetade således med Elgiganten inom logistikfunktioner som inköp, lager och distribution. Bolaget hade 2009 nio svenska varuhus: Sickla i Nacka, Arninge centrum i Täby, Infra city i Upplands Väsby, Barkarby i Järfälla kommun, Uppsala, Jönköping, Västerås, Helsingborg och Linköping. 
Verksamheten i Sverige avvecklades i maj 2009. I samband med detta tog butikskedjan Electroworld, som även den ägs av DSG International Plc, över hanteringen av kunderna.